# Трешњевица (Ариље)
Трешњевица је насеље у Србији у општини Ариље у Златиборском округу. Према попису из 2022. било је 757 становника.

## Демографија
У насељу Трешњевица живи 708 пунолетних становника, а просечна старост становништва износи 40,0 година (40,0 код мушкараца и 40,1 код жена). У насељу има 258 домаћинстава, а просечан број чланова по домаћинству је 3,57.
Ово насеље је скоро у потпуности насељено Србима (према попису из 2002. године).
|  |

| Демографија | Демографија | Демографија |
| Година      | Становника  | Становника  |
| ----------- | ----------- | ----------- |
| 1948.       | 1.366       |             |
| 1953.       | 1.438       |             |
| 1961.       | 1.385       |             |
| 1971.       | 1.222       |             |
| 1981.       | 1.037       |             |
| 1991.       | 991         | 978         |
| 2002.       | 920         | 937         |

| Етнички састав према попису из 2002.‍ | Етнички састав према попису из 2002.‍ | Етнички састав према попису из 2002.‍ | Етнички састав према попису из 2002.‍ | Етнички састав према попису из 2002.‍ |
| ------------------------------------ | ------------------------------------ | ------------------------------------ | ------------------------------------ | ------------------------------------ |
|                                      |                                      |                                      |                                      |                                      |
| Срби                                 | Срби                                 |                                      | 888                                  | 96,52%                               |
| Југословени                          | Југословени                          |                                      | 31                                   | 3,36%                                |
| Црногорци                            | Црногорци                            |                                      | 1                                    | 0,10%                                |
| непознато                            | непознато                            |                                      | 0                                    | 0,0%                                 |

| Година пописа     | 1948. | 1953. | 1961. | 1971. | 1981. | 1991. | 2002. |
| ----------------- | ----- | ----- | ----- | ----- | ----- | ----- | ----- |
| Број домаћинстава | 206   | 215   | 246   | 258   | 270   | 269   | 258   |

| Број чланова      | 1  | 2  | 3  | 4  | 5  | 6  | 7  | 8 | 9 | 10 и више | Просек |
| ----------------- | -- | -- | -- | -- | -- | -- | -- | - | - | --------- | ------ |
| Број домаћинстава | 36 | 60 | 33 | 50 | 34 | 29 | 12 | 1 | 2 | 1         | 3,57   |

| Пол    | Укупно | Неожењен/Неудата | Ожењен/Удата | Удовац/Удовица | Разведен/Разведена | Непознато |
| ------ | ------ | ---------------- | ------------ | -------------- | ------------------ | --------- |
| Мушки  | 374    | 114              | 229          | 21             | 10                 | 0         |
| Женски | 372    | 64               | 231          | 71             | 6                  | 0         |
| УКУПНО | 746    | 178              | 460          | 92             | 16                 | 0         |

| Пол    | Укупно                    | Пољопривреда, лов и шумарство | Рибарство                            | Вађење руде и камена | Прерађивачка индустрија       |
| ------ | ------------------------- | ----------------------------- | ------------------------------------ | -------------------- | ----------------------------- |
| Мушки  | 227                       | 160                           | 0                                    | 0                    | 34                            |
| Женски | 134                       | 95                            | 0                                    | 0                    | 20                            |
| УКУПНО | 361                       | 255                           | 0                                    | 0                    | 54                            |
| Пол    | Производња и снабдевање   | Грађевинарство                | Трговина                             | Хотели и ресторани   | Саобраћај, складиштење и везе |
| Мушки  | 5                         | 7                             | 8                                    | 1                    | 8                             |
| Женски | 1                         | 0                             | 6                                    | 1                    | 1                             |
| УКУПНО | 6                         | 7                             | 14                                   | 2                    | 9                             |
| Пол    | Финансијско посредовање   | Некретнине                    | Државна управа и одбрана             | Образовање           | Здравствени и социјални рад   |
| Мушки  | 0                         | 0                             | 1                                    | 1                    | 0                             |
| Женски | 0                         | 2                             | 1                                    | 5                    | 1                             |
| УКУПНО | 0                         | 2                             | 2                                    | 6                    | 1                             |
| Пол    | Остале услужне активности | Приватна домаћинства          | Екстериторијалне организације и тела | Непознато            | Непознато                     |
| Мушки  | 1                         | 0                             | 0                                    | 1                    | 1                             |
| Женски | 0                         | 0                             | 0                                    | 1                    | 1                             |
| УКУПНО | 1                         | 0                             | 0                                    | 2                    | 2                             |